# Cheers (España)
Cheers es la versión española de la serie original que produjo Plural Entertainment y Tom Collins y que emitió Telecinco. Fue estrenada en la noche del domingo, el 11 de septiembre de 2011, a las 22:00 horas. La serie se desarrolla en un bar llamado Cheers, donde sigue el mismo esquema de la producción americana y tiene como escenario un acogedor bar de estilo irlandés en el que el dueño, los empleados y los clientes habituales comparten conversaciones o vicisitudes. El 5 de octubre de 2011, Telecinco anunció la retirada de Cheers de su programación y ordenó paralizar la grabación de la serie para intentar modificar los 13 capítulos ya rodados de los 26 contratados inicialmente y regresar más adelante. Finalmente se anunció la cancelación definitiva.

## Historia
El 25 de abril de 2011, Telecinco dio a conocer el nombre de los actores de la nueva comedia, y desveló a Antonio Resines y Alexandra Jiménez como los principales protagonistas. Resines interpretará a Frasier Crane y Jiménez a la camarera Rebecca Howe.
Solo tres días después de dar a conocer el nombre de los protagonistas de la serie, el 28 de abril de 2011, ambas productoras (Plural y Tom Collins Productions) pusieron en marcha el inicio de rodaje del episodio piloto del Cheers español.
El 20 de junio de 2011, el equipo técnico empezó con los ensayos y las grabaciones de la serie desde el octavo episodio.
El 28 de julio de 2011, el Grupo Mediaset España presentó mediante rueda de prensa la adaptación de Cheers con los futuros protagonistas de la serie, entre ellos, Alberto San Juan, Antonio Resines y Alexandra Jiménez.
La primera temporada contó con un total de 9 capítulos de, aproximadamente 30 minutos de duración.
La versión española de Cheers, fue estrenada en Telecinco con doble episodio de estreno en la noche del domingo -siguiendo la estela de Vida Loca- concretamente el 11 de septiembre de 2011, a las 22:00 horas. Se estrenó con acierto en el prime dominical de Telecinco con casi 2,6 millones y 15,6% y 2,8 millones y 16,6% en el primer y segundo capítulos respectivamente, siendo solamente superada por la película de la semana de La 1 (3.010.000 y 18,6%).
El 5 de octubre de 2011, Telecinco anunció la retirada de Cheers de su programación del domingo y ordenó paralizar la grabación de la serie para intentar modificar los 13 capítulos ya rodados de los 26 contratados inicialmente. El equipo de esta ficción (Plural Entertainment y Tom Collins), ha ordenado un cambio en el guion de la serie y la incorporación de otro director. Al parecer, la cadena se muestra partidaria de parar su emisión en la noche de los domingos y regresar más adelante.
El 23 de noviembre de 2011, el Grupo Mediaset España (Telecinco) y la productora Plural Entertainment cancelaron la continuidad de la serie definitivamente.
El viernes 13 de julio de 2012, tras una pausa publicitaria en el programa Deluxe de Telecinco, la cadena anunció el regreso del remake de Cheers tras las reposiciones de La que se avecina en prime time que suplirán al concurshow Todo el mundo es bueno. A pesar de que la serie fue cancelada en el mes de octubre por ambas partes, la cadena retomó la emisión con episodios inéditos que ya tenía grabados, si bien dispone un total de 6 nuevas entregas que fueron emitidas en el late night con doble capítulo.

## Argumento
Alberto San Juan da vida a Nico, el dueño del bar, exfutbolista del Cádiz Club de Fútbol, un hombre seductor, vanidoso y poco instruido que no puede resistirse a la tentación de conquistar a todas las mujeres atractivas que se cruzan por su camino. Antonio Resines es Félix, un psiquiatra enamoradizo, analítico y muy inseguro que se ve obligado a buscar empleos alternativos. Alexandra Jiménez interpreta a Rebeca, una joven culta que se ha visto obligada a trabajar como camarera después de que su padre se arruinara.

## Equipo técnico
El trabajo de adaptación del equipo creativo de la serie se centra principalmente en los diálogos, que están impregnados de la idiosincrasia española y la realidad socioeconómica de nuestro país. Según Simón Stern, los actores han demostrado la gran valentía aceptando sus papeles y sabiendo que las comparaciones son odiosas. Stern dice que está seguro de que pueda funcionar un remake de una serie de hace 20 años, sobre todo, si se hace un exhaustivo e integral trabajo de adaptación, que permita usar lo mejor de los diálogos y las tramas originales.

## Reparto
| Actor/Actriz      | Personaje              | Inspiración del Cheers original |
| ----------------- | ---------------------- | ------------------------------- |
| Alberto San Juan  | Nicolás "Nico" Arnedo  | Sam Malone                      |
| Antonio Resines   | Félix Simón de Aguirre | Frasier Crane                   |
| Alexandra Jiménez | Rebeca Santaolalla     | Diane Chambers y Rebecca Howe   |
| Pepón Nieto       | Blas Román             | Norm Peterson                   |
| Luis Bermejo      | Ricardo Rodero         | Cliff Clavin                    |
| Chiqui Fernández  | Dolores "Lola" Mendoza | Carla Tortelli                  |
| Joan Pera         | Pedro "Míster" Panero  | Ernie "Entrenador" Pantusso     |
| Adam Jezierski    | Yuri Semionov          | Woody Boyd                      |

### Cameos
Cheers la serie de Telecinco, contó con la participación de conocidos personajes que protagonizaron actuaciones estelares como Ana Belén, José Coronado, Carolina Bang, Luis Varela, Xavier Deltell, Jaime Blanch, Sara Carbonero y Carlos Areces, entre otros intérpretes.

## Rodaje
El 28 de abril de 2011, la productora Plural y Tom Collins Productions pusieron en marcha el inicio de rodaje del episodio piloto del Cheers español.
El 20 de junio de 2011, el equipo técnico y las productoras empezaron los ensayos y las grabaciones desde el capítulo ocho de la serie para finalizar la primera temporada de 26 capítulos que se complementan en 30 minutos aproximadamente de duración por episodio.
La versión española de Cheers intentará ser lo más fiel posible a la serie original, siguiendo el modelo de grabación de otras comedias 7 vidas o Aída. Los guionistas han decidido adaptar los guiones originales usando lo mejor de las 11 temporadas, con el fin de acercar las tramas a la audiencia española. Esta versión se rodará con público en directo, siguiendo la estela de Vida Loca.
El 5 de octubre de 2011, Telecinco ordenó paralizar la grabación de Cheers para intentar relanzar esta ficción y mejorar el equipo de guionistas.

## Episodios
| # | Título                     | Fecha de emisión         | Espectadores y cuota |
| - | -------------------------- | ------------------------ | -------------------- |
| 1 | «Corbatas y pigmeos»       | 11 de septiembre de 2011 | 2 584 000 (15,6%)    |
| 2 | «Palabras para Paula»      | 11 de septiembre de 2011 | 2 810 000 (16,6%)    |
| 3 | «La fiesta de Blas»        | 18 de septiembre de 2011 | 2 355 000 (13,0%)    |
| 4 | «La hija del míster»       | 18 de septiembre de 2011 | 2 594 000 (13,9%)    |
| 5 | «El beso»                  | 25 de septiembre de 2011 | 2 101 000 (11,2%)    |
| 6 | «El gatillazo»             | 25 de septiembre de 2011 | 2 004 000 (10,7%)    |
| 7 | «El síndrome de Blitskerg» | 2 de octubre de 2011     | 1 621 000 (8,8%)     |
| 8 | «Clic, clic»               | 16 de julio de 2012      | 352 000 (7,6%)       |
| 9 | «Olvídate de Emilia»       | 16 de julio de 2012      | 185 000 (6,1%)       |

Finalmente  los 13 episodios fueron emitidos los sábados y domingos por la mañana a partir del primer sábado de septiembre de 2012 a razón de dos capítulos por día en Factoría de Ficción y después de esto se canceló definitivamente el proyecto y su emisión.

### Evolución de audiencias
| Temporada | Temporada | Episodio número | Episodio número | Episodio número | Episodio número | Episodio número | Episodio número | Episodio número | Episodio número | Episodio número |
| Temporada | Temporada | 1               | 2               | 3               | 4               | 5               | 6               | 7               | 8               | 9               |
| --------- | --------- | --------------- | --------------- | --------------- | --------------- | --------------- | --------------- | --------------- | --------------- | --------------- |
|           | 1         | 2.584           | 2.810           | 2.355           | 2.594           | 2.101           | 2.004           | 1.621           | 0.352           | 0.185           |

## Curiosidades
Plural Entertainment y Tom Collins han realizado un gran esfuerzo en los decorados para el episodio piloto. En vez de alquilar las instalaciones de un bar cercano a Madrid actualmente en uso, se ha construido un bar completo, con barra y demás elementos incluidos.
El cantante y compositor Dani Martín, ha sido el encargado de ponerle voz y música a la versión española de Cheers.